# Antonín Svěcený
Antonín Svěcený (1. ledna 1871 Hlušice – 12. prosince 1941 Praha) byl český a československý vydavatel a politik; meziválečný poslanec Revolučního národního shromáždění a senátor Národního shromáždění ČSR za Československou sociálně demokratickou stranu dělnickou.

## Biografie
Původní profesí byl knihkupcem. Politicky aktivní byl již za Rakouska-Uherska. Od mládí se angažoval v sociálně demokratickém hnutí a odborech. V období let 1897–1907 byl redaktorem odborářského listu Oděvník, v letech 1906–1908 listu Smíchovský věstník. Roku 1907 založil a následně dlouhodobě vedl Ústřední dělnické knihkupectví a nakladatelství. V roce 1908 potom spoluzakládal Všeobecnou dělnickou záložnu, v níž se stal místopředsedou představenstva.
Ve volbách do Říšské rady roku 1907 se stal poslancem Říšské rady (celostátní parlament), kam byl zvolen za okrsek Čechy 049. Usedl do poslanecké frakce Klub českých sociálních demokratů. Opětovně byl zvolen za týž obvod i ve volbách do Říšské rady roku 1911 a ve vídeňském parlamentu setrval do zániku monarchie.
Po vzniku Československa zasedal v Revolučním národním shromáždění. Byl profesí ředitelem. V parlamentních volbách v roce 1920 získal senátorské křeslo v Národním shromáždění. V senátu zasedal do roku 1925.
V období let 1925–1939 působil jako vrchní kurátor České spořitelny v Praze. Byl aktivní i v komunální politice na Smíchově.

## Citát
| „            | ...jeho zjev byl reprezentativní: vysoký, štíhlý, s prošedivělými vlasy, šedým knírem a krátce zastřiženou bradkou; s širokým černým kloboukem měl všechny znaky, které ho spojovaly s Františkem Soukupem a Rudolfem Bechyně. Já jsem byl příliš mladý a nezkušený na to, abych mohl cokoliv nezaujatě, a tudíž spravedlivě soudit: mé vztahy k lidem se vytvářely jen a jen citově, a tak se stalo, že vztah k řediteli Svěcenému byl jediný upřímný lidský vztah, který jsem v Ústředním dělnickém knihkupectví a nakladatelství navázal...Ředitel Svěcený byl také jediný, komu jsem radostně oznámil, že jsem úspěšně složil zkoušky na konzervatoři. Blahopřál mi a zeptal se, kdy končí má výuční lhůta. | “ |
| — Ota Ornest | |   |